# Adam Szediwy
Adam Marian Szediwy (ur. 3 stycznia 1890, zm. 31 grudnia 1976 w Londynie) – major audytor Wojska Polskiego.

## Życiorys
Urodził się 3 stycznia 1890. W 1908 ukończył VIII klasę i zdał egzamin dojrzałości w C. K. Gimnazjum im. Franciszka Józefa we Lwowie (w jego klasie byli m.in. Kazimierz Ajdukiewicz, Wasyl Bławacki). 
Uczestniczył w I wojnie światowej. Po odzyskaniu przez Polskę niepodległości został przyjęty do Wojska Polskiego. Został awansowany na stopień kapitana w korpusie oficerów sądowych ze starszeństwem z dniem 1 czerwca 1919. W latach 20 był oficerem Wojskowego Sądu Okręgowego Nr X w Przemyślu. W 1931 był podprokuratorem przy WSO X. Został awansowany na stopień majora w korpusie oficerów sądowych ze starszeństwem] z dniem 1 stycznia 1931. W 1932 był prokuratorem przy WSO X. Do 1939 był sędzią orzekającym w Wojskowym Sądzie Okręgowym Nr VI we Lwowie. 
Po wybuchu II wojny światowej w czasie kampanii wrześniowej 1939 pełni funkcję szefa służby sprawiedliwości 11 Karpackiej Dywizji Piechoty. Został wzięty przez Niemców do niewoli i był osadzony w Oflagu VII A Murnau. Po zakończeniu wojny pozostał na emigracji w Wielkiej Brytanii. Należał do Koła Lwowian w Londynie. Zmarł 31 grudnia 1976.

## Ordery i odznaczenia
- Złoty Krzyż Zasługi – 10 listopada 1938 „za zasługi w służbie wojskowej”[14]